# Bezengimuur
De Bezengimuur (Russisch: Безенгийская стена, Bezengiskaja stena; Georgisch: ბეზენგის კედელი, Bezengis kedeli), in Georgië ook wel Chaldemuur (ხალდეს კედელი, Chaldes kedeli) of Pitsroela (Svanetisch: პიცრულა), is een twaalf tot zeventien kilometer lang segment van de hoofdkam van de Grote Kaukasus op de grens van Georgië en Rusland, dat het hoogste gedeelte van het gebergte is met toppen boven de 5000 meter boven zeeniveau.
De naam refereert aan de steile wand van ongeveer 2000 meter hoog, die als een muur tussen de Georgische streek Svanetië en de Russische deelrepubliek Kabardië-Balkarië ligt. Aan beide zijden bevinden zich de grootste gletsjers van de Kaukasus.

## Geografie

Bezengi-gebied: Bezengimuur en het Noordelijk Massief. De blauwe lijn is de hoofdkam van de Grote Kaukasus en de landsgrens tussen Rusland en Georgië.

De Bezengimuur ligt vanaf de 3900 meter hoge Tsannerpas (Цаннер) in zuidoostelijke richting via de Lalveri (4350 m), Eseninpiek (4346 m), Gistola (4860 m), Katyntaoe (4979 m), Dzjanga (5085 m), Sjota Roestaveli (4960 m) naar de Sjchara (5203 m), de hoogste berg in de hoofdkam en de derde hoogste berg van de Kaukasus. Het gebergte bestaat voornamelijk uit grijze granitoïden.
In de vallei onderlangs de Russische (noord)kant van de Bezengimuur ligt de gelijknamige gletsjer, de grootste gletsjer van de Kaukasus. Aan de Georgische kant liggen verscheidene gletsjers, waarvan de Chalde- en Sjcharagletsjer de belangrijksten zijn.

### Bezengi-gebied
Op de Elbroes (5642) en de Kazbek (5047) na liggen alle pieken van de Kaukasus hoger dan 5000 meter in het Bezengi-gebied, dat bestaat uit de Bezengimuur en het Noordelijk Massief, ook wel de Dychtaoe-Kosjtantaoe-rug genoemd.
Het Noordelijk Massief is een ongeveer elf kilometer lange hoefijzervormige bergrug ten noorden van de Bezengimuur, die via de 3836 meter hoge Dychniaoesj-pas (Дыхниауш) en de Sjchara verbonden is met de Bezengimuur. Deze pas is de scheiding tussen de Bezengigletsjer en Mizjirgigletsjer. Het massief wordt gedomineerd door de Kosjtantaoe (5152 m) aan de oostkant en de Dychtaoe aan de westkant, met 5205 meter de tweede hoogste berg van de Kaukasus. Tussen deze twee bergen liggen nog twee vijfduizenders, de Poesjkinpiek (5100 m) en de Mizjirgi (5018 m).

## Beklimming
Drie Oostenrijkers waren in augustus 1931 de eersten die de gehele traverse van de Bezengimuur in een tocht volbrachten, waar ze zes dagen over deden. De beklimming wordt gezien als een van de moeilijkste in de Kaukasus en wordt ingeschaald op de Russische 6B, de zwaarste Russische categorie van routewaardering.

## Panorama

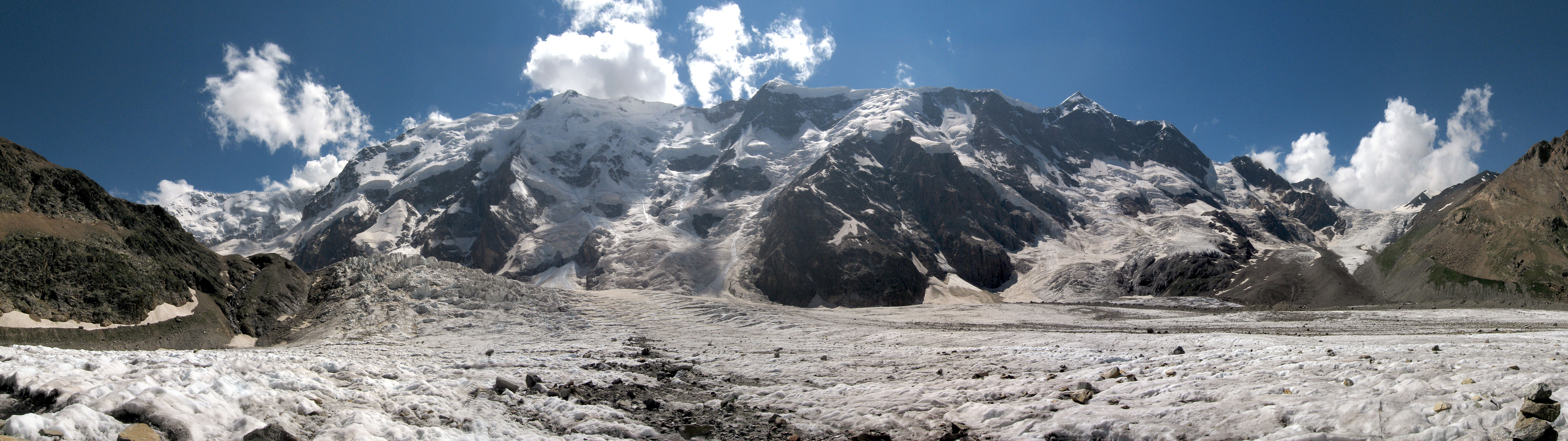
Bezengimuur vanaf het noorden: links de Dychniaoesj-pas, rechts de Tsannerpas. Bezengigletsjer in de voorgrond.